# Nurse Jackie
Nurse Jackie ist eine US-amerikanische Fernsehserie mit der Emmy- und Golden-Globe-Award-Gewinnerin Edie Falco als Krankenschwester in der Notaufnahme eines New Yorker Krankenhauses.

## Inhalt
Jackie Peyton ist verheiratet, hat zwei Töchter und arbeitet als Krankenschwester in einem New Yorker Hospital. Die Serie dreht sich um ihre Familie und die Erlebnisse von Patienten. Peyton arbeitet zu viel, hat eine Affäre mit dem Krankenhausapotheker, täuscht ein chronisches Rückenleiden vor, ist tablettensüchtig und hat Ärger mit den Vorgesetzten.

## Produktion
Produziert wird die Serie von Evan Dunsky (CSI: Vegas), Liz Brixius und Linda Wallem. Sie wurde am 8. Juni 2009 zum ersten Mal vom US-Fernsehsender Showtime in der Season 2009/2010 ausgestrahlt; für die erste Staffel wurden 12 Folgen bestellt. Die Premiere am 8. Juni 2009 wurde von einer Million Menschen (und über 350.000 in der Wiederholung) verfolgt. Sie gilt damit bislang als die erfolgreichste Premiere einer Serie für den Pay-TV-Sender Showtime. Aufgrund des Erfolges wurde die Serie direkt für eine zweite Staffel verlängert, deren Ausstrahlung zwischen dem 22. März und dem 7. Juni 2010 war. Am 23. März 2010 verlängerte Showtime Nurse Jackie frühzeitig für eine dritte Staffel, die vom 28. März bis zum 20. Juni 2011 ausgestrahlt wurde. Jeweils im Mai 2011 und Mai 2012 wurde die Serie um eine vierte und fünfte Staffel verlängert. Die Produktion der fünften Staffel begann Ende 2012 und die Ausstrahlung erfolgte ab dem 15. April 2013.
Anfang Juni 2013 wurde die Serie um eine sechste Staffel verlängert, noch vor Ausstrahlungsbeginn bestellte Showtime eine siebte Staffel. Im September 2014 wurde bekannt, dass die Serie mit dieser siebten Staffel beendet werden soll. Die letzte Episode lief in den USA am 28. Juni 2015.

## Besetzung
Die deutsche Synchronisation wurde bei der Cinephon Synchron in Berlin hergestellt, für Dialogbuch und -regie war Ulrike Lau verantwortlich.

### Hauptdarsteller
| Rolle                   | Schauspieler    | Staffel | Gast | Synchronsprecher  |
| ----------------------- | --------------- | ------- | ---- | ----------------- |
| Jackie Peyton, R.N.     | Edie Falco      | 1–7     |      | Katja Brügger     |
| Dr. Elenor O’Hara       | Eve Best        | 1–4     | 5, 7 | Sabine Falkenberg |
| Zoey Barkow             | Merritt Wever   | 1–7     |      | Corinna Riegner   |
| Eddie Walzer            | Paul Schulze    | 1–7     |      | Viktor Neumann    |
| Dr. Fitch „Coop“ Cooper | Peter Facinelli | 1–7     |      | Robin Kahnmeyer   |
| Dr. Mike Cruz           | Bobby Cannavale | 4       | 5    | Matti Klemm       |
| Dr. Carrie Roman        | Betty Gilpin    | 6–7     | 5    | Rubina Nath       |
| Dr. Ike Prentiss        | Morris Chestnut | 5–6     |      | Torsten Michaelis |

### Nebendarsteller
| Rolle                       | Schauspieler       | Staffel | Synchronsprecher   |
| --------------------------- | ------------------ | ------- | ------------------ |
| Kevin Peyton                | Dominic Fumusa     | 1–7     | Sascha Rotermund   |
| Mrs. Gloria Akalitus        | Anna Deavere Smith | 1–7     | Ulrike Lau         |
| Thore Lundgren              | Stephen Wallem     | 1–7     | Gerrit Schmidt-Foß |
| Lenny                       | Lenny Jacobson     | 1–4     |                    |
| Grace Peyton                | Ruby Jerins        | 1–4     | Emily Gilbert      |
| Grace Peyton                | Ruby Jerins        | 5–7     | Vivien Gilbert     |
| Fiona Peyton                | Daisy Tahan        | 1       | Vivien Gilbert     |
| Fiona Peyton                | Mackenzie Aladjem  | 2–4     | Vivien Gilbert     |
| Fiona Peyton                | Mackenzie Aladjem  | 5–7     | Sarah Kunze        |
| Mohammed „Mo-Mo“ de la Cruz | Haaz Sleiman       | 1       |                    |
| Frank Verelli               | Adam Ferrara       | 5–6     | Hans Hohlbein      |
| Dr. Bernhard Prince         | Tony Shalhoub      | 7       | Bodo Wolf          |

## Veröffentlichung
| # | USA           | UK            | DE            |
| - | ------------- | ------------- | ------------- |
| 1 | 23. Feb. 2010 | 1. März 2010  | 30. Sep. 2011 |
| 2 | 22. Feb. 2011 | 18. Apr. 2011 |               |
| 3 | 21. Feb. 2012 | 5. März 2012  |               |
| 4 | 12. Feb. 2013 | 25. Feb. 2013 |               |
| 5 | 18. Feb. 2014 | 21. Apr. 2014 |               |

Nachdem sich für Deutschland bereits im Februar 2010 die Mediengruppe RTL Deutschland die Serie gesichert hat, so hatten sie nun nach zwei Jahren entschieden, sie vom 2. April 2012 bis zum 7. Mai 2012 beim Free-TV-Sender RTL Nitro auszustrahlen. Die zweite Staffel war dort vom 14. Mai 2012 bis zum 18. Juni 2012 zu sehen. Die Ausstrahlung der dritten Staffel lief ab dem 25. Juni 2012 ebenfalls auf RTL Nitro. Die Erstausstrahlung der vierten Staffel soll ab dem 26. November 2012 erfolgen. Für Österreich übernimmt der ORF eins die Ausstrahlung seit dem 10. Januar 2011. Der deutschsprachige Pay-TV-Sender TNT Serie begann die Ausstrahlung der Serie am 1. September 2011. Vom 26. April 2012 bis zum 7. Juni 2012 war dort die Ausstrahlung der zweiten Staffel zu sehen. Staffel 5 bis 7 wurden erst später lizenziert und werden ab dem 24. August 2016 auf dem Pay-TV-Sender Sky Atlantic ausgestrahlt.
In nachfolgender Tabelle sind die Daten der Veröffentlichung der einzelnen Staffeln in den Vereinigten Staaten, Großbritannien und Deutschland angegeben.

## Auszeichnungen
Hauptdarstellerin Edie Falco und die Titelmusik wurden 2010 mit dem Emmy ausgezeichnet.
Merritt Wever wurde 2013 mit einem Emmy ausgezeichnet.